# ホセ・ヨンパルト
ホセ・ヨンパルト（スペイン語: José Llompart、カタルーニャ語: Josep Llompart、1930年3月3日 - 2012年4月22日）は、法哲学者、カトリック司祭。上智大学名誉教授。カトリックの立場から自然法論の研究を行った。1954年、来日。法哲学論文誌『法の理論』（成文堂）の発刊に寄与した。刑法学者の団藤重光とは親交があり、2008年には団藤に洗礼を授けている。2012年4月22日、急性心不全のため82歳で死去。スペインマヨルカ島出身。

## 学歴
- 1947年 イエズス会入会
- 1954年 哲学修士号取得
- 1958年 ドイツ留学（神学）
- 1961年 司祭叙階
- 1962年 神学修士号取得
- 1962年 ベルギー留学（神学）
- 1963年 ボン大学法学部入学（ハンス・ヴェルツェル、アルミン・カウフマンが指導）
- 1967年 ボン大学法学博士号取得（最優秀）

## 職歴
- 1957年 六甲学院講師（ドイツ語担当）
- 1968年 上智大学法学部講師
- 1970年 上智大学法学部助教授
- 1975年 上智大学法学部教授
- 2000年 上智大学を定年退職。上智大学名誉教授

## 著作
- 『法と道徳 : その理論と実践』（金沢文雄と共著、成文堂、1973年）
- 『法哲学入門』（成文堂、1975年）
- 『法の歴史性 : 現行法の法哲学的試論』（成文堂、1977年）
- 『法と道徳 : リーガル・エシックス入門』（金沢文雄と共著、成文堂、1983年）
- 『人民主権思想の原点とその展開 : スアレスの契約論を中心として』（桑原武夫と共著、成文堂、1985年）
- 『カトリックとプロテスタント : どのように違うか』（中央出版社、1986年）
- 『刑法の七不思議』(成文堂、1987年)
- 『人間の尊厳と国家の権力―その思想と現実、理論と歴史』(成文堂、1990年)
- 『法哲学案内』(成文堂、1993年)
- 『日本国憲法哲学』(成文堂、1995年)
- 『教会法とは何だろうか』(成文堂、1997年)
- 『学問と信仰』(創文社、2004年)
- 『道徳的・法的責任の三つの条件』(成文堂、2005年)
- 『生きる―ノンフィクション』（聖母文庫、2005年）
- 『正義の感覚・理論・実現』(成文堂、2006年)
- 『知恵・ユーモア・愛』(聖母文庫、2006年)
- 『人間の尊厳と生命倫理・生命法』(成文堂、2007年)
- 『死刑─どうして廃止すべきなのか』（聖母文庫、2008年）
- 『法哲学で学んだこと : 一法学者の回顧録』（成文堂、2008年）
- 『自然法と国際法 : ホセ・ヨンパルト教授著作集』（吉田脩・石司真由美編、成文堂、2011年）